# Улица Маршала Рыбалко (Москва)
Улица Ма́ршала Рыба́лко — улица на северо-западе Москвы в районе Щукино Северо-Западного административного округа между улицей Народного Ополчения и 3-м Волоколамским проездом.
Нумерация домов от улицы Народного Ополчения.

## Происхождение названия
В 1965 году 5-я улица Октябрьского Поля переименована в честь П. С. Рыбалко (1894—1948) — маршала бронетанковых войск, дважды Героя Советского Союза, участника гражданской войны. В годы Великой Отечественной войны — заместитель командующего, командующий танковыми армиями, в последние годы жизни — командующий бронетанковыми и механизированными войсками Советской Армии.

## Описание
Улица Маршала Рыбалко начинается от улицы Народного Ополчения и проходит на северо-запад практически параллельно улице Маршала Бирюзова, пересекает улицы Маршала Соколовского и Маршала Конева, заканчивается на 3-м Волоколамском проезде.

## Примечательные здания и сооружения
По нечётной стороне:
- № 1 — Жилой дом (первоначально — корпус № 16). На первом этаже 13 февраля 1956 года открыт кинотеатр «Юность»[1][2].

По чётной стороне:
- № 2 — жилой комплекс «Маршал» (2006—2009, архитекторы М. Филиппов, С. Агеев, А. Саблин и другие)[3].

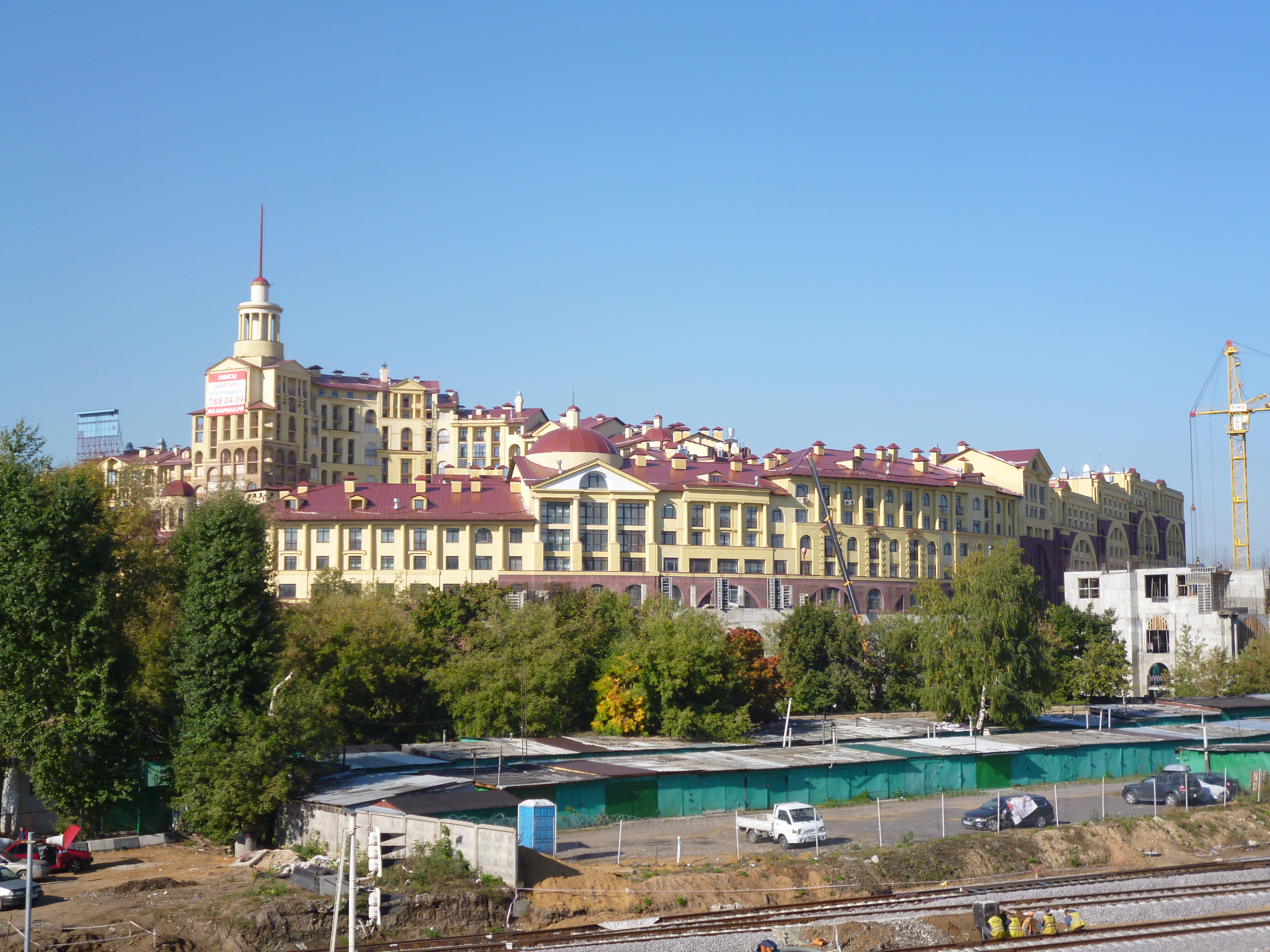
Жилой комплекс «Маршал»

- № 4 — УВД по СЗАО ГУ МВД России по городу Москве;
- № 8 — редакция журнала «Природа и человек»;
- № 8, корп. 2 — Храм иконы Божьей Матери «Скоропослушница»[4];
- № 10 — пятиэтажный трёхподъездный жилой дом, построенный во второй половине 1950-х годов. В доме жил архитектор Б. Г. Бархин[5].
- № 14 — школа № 1212 Щукино с углубленным изучением немецкого языка (ранее немецкая спецшкола № 57)[6].